# Городское поселение посёлок Чульман
Городско́е поселе́ние посёлок Чульман — муниципальное образование в Нерюнгринском районе Якутии Российской Федерации.
Административный центр — пгт Чульман.

## История
Статус и границы городского поселения установлены Законом Республики Саха (Якутия) от 30 ноября 2004 года N 173-З N 353-III «Об установлении границ и о наделении статусом городского и сельского поселений муниципальных образований Республики Саха (Якутия)».

## Население
| 2009   | 2011    | 2012  | 2013  | 2014  | 2015  | 2016  |
| ------ | ------- | ----- | ----- | ----- | ----- | ----- |
| 10 349 | ↘10 053 | ↘9846 | ↘9603 | ↘9266 | ↘8883 | ↘8551 |
| 2017   | 2018    | 2019  | 2020  | 2021  | 2023  |       |
| ↘8331  | ↘7989   | ↘7790 | ↘7614 | ↘7509 | ↗7646 |       |

## Состав городского поселения
| № | Населённый пункт | Тип населённого пункта      | Население |
| - | ---------------- | --------------------------- | --------- |
| 1 | Большой Хатыми   | село                        | ↘218      |
| 2 | Чульман          | пгт, административный центр | ↗7428     |